# Gymnasium Finkenwerder
Das Gymnasium Finkenwerder ist ein staatliches Gymnasium im Hamburger Stadtteil Finkenwerder, das 1973 gegründet wurde. Das Gymnasium wird mit zwei bis drei Zügen geführt. Das Gymnasium teilt sich das Schulgelände mit der Stadtteilschule Finkenwerder.

## Geschichte
Das Gymnasium Finkenwerder wurde 1973 gegründet. Der gemeinsame Entwurf für den Schulstandort für Gymnasium und Gesamtschule Finkenwerder stammte vom Hochbauamt. 1969 wurde der Bau begonnen, 1973 war er fertiggestellt. Ab 1975 nutzte das Gymnasium neben drei Pavillons auch Räume der alten Norderschule im Norderschulweg 7. Seit 1977 werden die „Türme“ genutzt. 1979 wurde das neugebaute Doppel-H (Hauptgebäude) bezogen, das 45. und letzte der Schulbauten vom “Typ 68” in Hamburg. 1983 kam eine Sporthalle dazu. 1997 wurde der Innenhof des Doppel-H überdacht. Von 2008 bis 2010 wurde der Gesamtstandort saniert und ein Neubaugebäude mit Bibliothek errichtet.

## Standort und Architektur

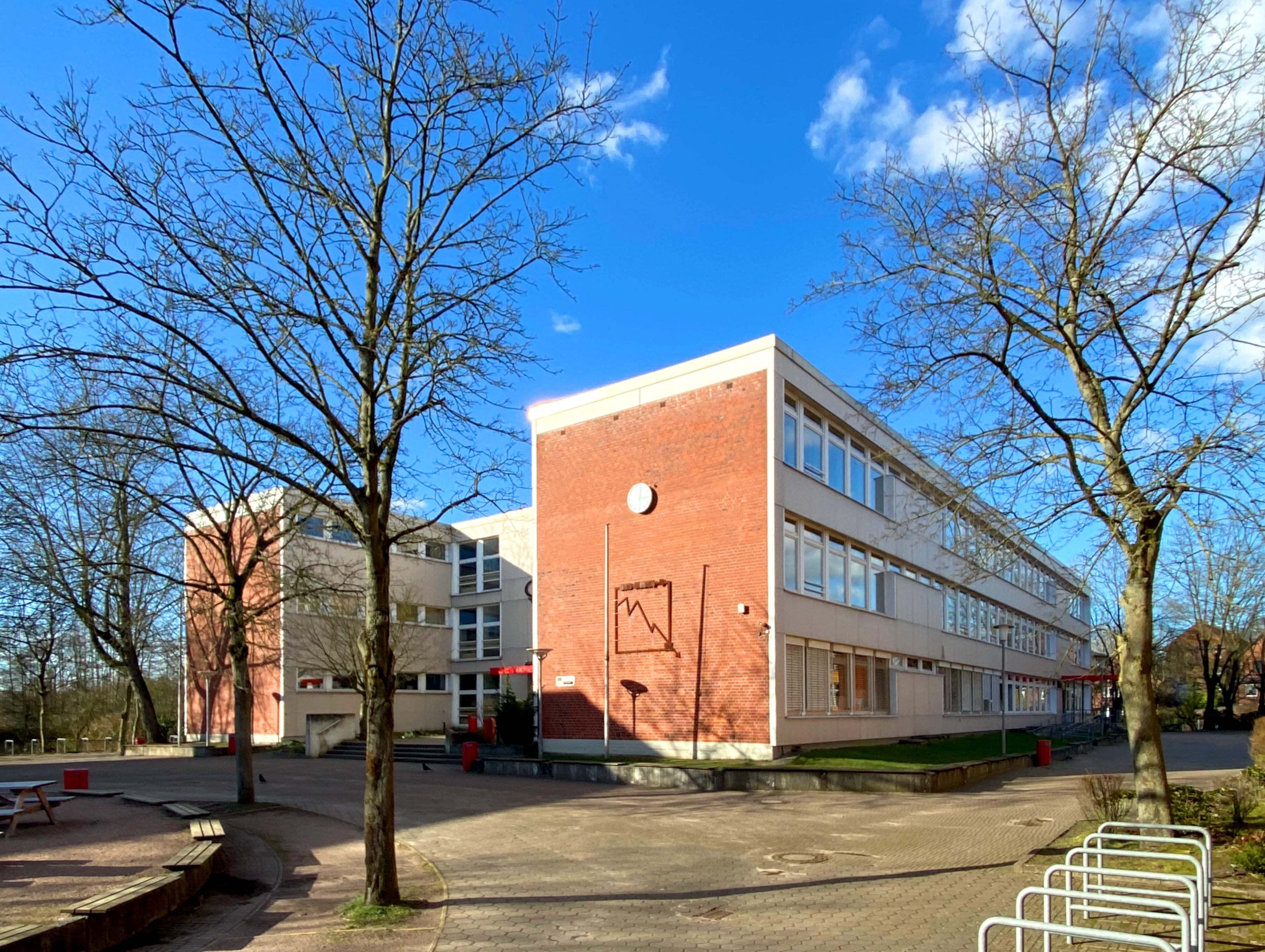
Doppel-H-Gebäude (Südostseite)

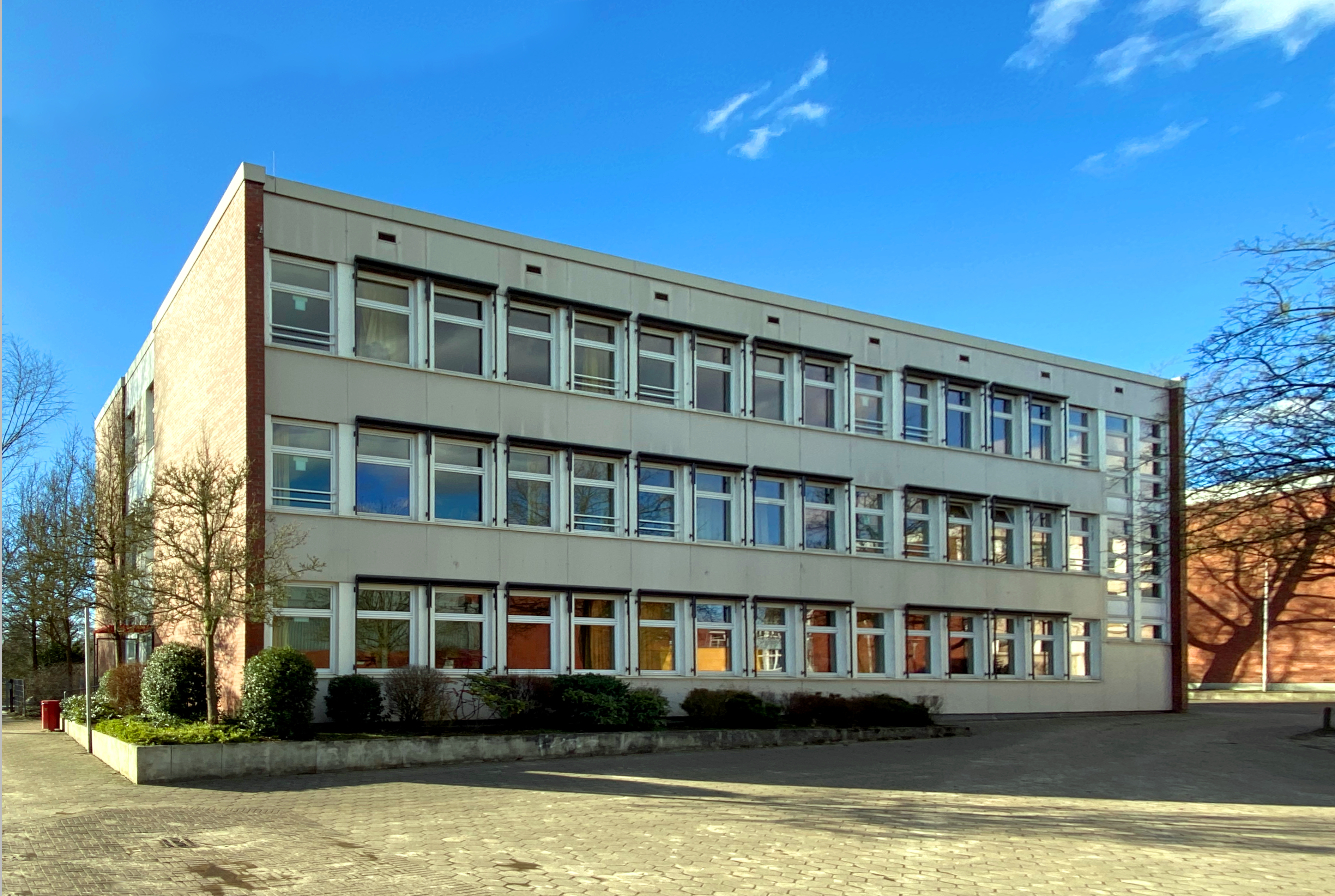
Fachgebäude (Ostseite)

Das Gymnasium befindet sich im Osten des namensgebenden Stadtteils Hamburg-Finkenwerder. Das Schulgelände des Gymnasiums (Anschrift Norderschulweg 18) grenzt an die Stadtteilschule Finkenwerder an (Norderschulweg 14). Der gemeinsame Schulstandort von Gymnasium und Stadtteilschule hat eine Fläche von etwa 36.000 m² und befindet sich südlich des Finkenwerder Norderdeichs und westlich von der Ostfrieslandstraße. Erschlossen wird das Gelände vom Norderschulweg, an dem sich auch die historische Norderschule befindet, heute ein Jugendzentrum. Südlich grenzt der Sportplatz Uhlenhoffweg an das Schulgelände an, westlich die für das Alte Land typischen Obstplantagen.
Zum Gebäudebestand des Gymnasiums gehörten 2019 zwei Klassengebäude (Doppel-H und ein „Turm“), ein Fachgebäude, ein Pausengebäude und eine Sporthalle. Die Sporthalle besitzt eine Bruttosportfläche von 671 m² und gilt damit als Einfeldhalle. Bis auf das 2010 fertiggestellte Klassengebäude handelt es sich bei den Gebäuden des Gymnasiums um Typenbauten des Hamburger Schulbaus verschiedener Generationen, so wie sie an anderen Schulstandorten in Hamburg vielfach errichtet wurden. Darunter ist die Serien-Sporthalle sowie das Doppel-H-Gebäude und Fachgebäude, beide vom Typ 68. Diese Serien-Entwürfe stammen sämtlich vom Hamburger Hochbauamt. Der Entwicklungsplan der Schulbehörde von 2019 sieht für die Zukunft den dreizügigen Betrieb vor, dafür ist der Gebäudebestand der Fläche nach ausreichend. Zubaumaßnahmen sind nicht geplant.

## Schulprofil
Das Einzugsgebiet des Gymnasiums umfasst im Wesentlichen Finkenwerder, Neuenfelde und Francop. Das im Vergleich zu anderen weiterführenden Schulen Hamburgs räumlich sehr konzentrierte Einzugsgebiet ist durch die isolierte Lage des Stadtteils zwischen Elbe, Airbus-Werksgelände und Container-Terminals des Hamburger Hafen bedingt. Bei den Erhebungen des Sozialindex für Hamburger Schulen wurde für das Gymnasium Finkenwerder auf einer Skala von 1 (nachteilige Voraussetzungen der Schülerschaft, höchster Förderbedarf) bis 6 (beste Voraussetzungen, kein Förderbedarf) ein Sozialindex von 5 (Erhebung 2013) bzw. 4 (2021) errechnet. Im Schuljahr 2016/17 hatten etwa 38 % der Schüler am Gymnasium Finkenwerder einen Migrationshintergrund, was dem Durchschnitt aller Hamburger Gymnasien entsprach.

## Bekannte Absolventen
- Heiko Hecht (* 1977), ehemaliger Politiker (CDU), Abitur am Gymnasium Finkenwerder